# Microrégion de Jalapão
La microrégion de Jalapão est l'une des trois microrégions qui subdivisent l'est de l'État du Tocantins au Brésil.
Elle comporte 20 municipalités qui regroupaient 65 705 habitants en 2006 pour une superficie totale de 53 416 km².

## Municipalités[1]
- Barra do Ouro
- Campos Lindos
- Centenário
- Goiatins
- Itacajá
- Itapiratins
- Lagoa do Tocantins
- Lizarda
- Mateiros
- Novo Acordo
- Ponte Alta do Tocantins
- Recursolândia
- Rio Sono
- Santa Tereza do Tocantins
- São Félix do Tocantins